# پرگرینوس (رومی)
پرگرینوس (انگلیسی: Peregrinus) در اوایل امپراتوری روم، از ۳۰ قبل از میلاد تا ۲۱۲ پس از میلاد، یک پرگرینوس (لاتین): [pærɛˈɡriːnʊs]) یک تابع استانی آزاد به دنیا آمده امپراتوری بود که شهروند رومی نبود. پرگرینوس اکثریت قریب به اتفاق ساکنان امپراتوری را در قرون ۱ و ۲ پس از میلاد تشکیل می‌داد. در سال ۲۱۲ پس از میلاد، به همه ساکنان آزاد امپراتوری توسط قانون اساسی آنتونین تابعیت اعطا شد، به استثنای dediticii، افرادی که از طریق تسلیم شدن در جنگ تابع روم شده بودند، و بردگان را آزاد کردند.
پرگرینوس لاتین «خارجی، یکی از خارج» مربوط به قید لاتین (⎘ قید) peregre «خارج» است، مرکب از per- «از طریق» و یک شکل جذب شده از ager «محور، کشور»، به عنوان مثال، «بر سر زمین‌ها» ؛e ([eː]) پسوند قید است. در دوران جمهوری روم، اصطلاح پرگرینوس به سادگی به هر شخصی اشاره می‌کند که تابعیت رومی را، به‌طور کامل یا جزئی، نداشته باشد، خواه آن شخص تحت حاکمیت روم باشد یا نه. از نظر فنی، این مورد در دوران امپراتوری باقی ماند، اما در عمل این اصطلاح به رعایای امپراتوری محدود شد و ساکنان مناطق خارج از مرزهای امپراتوری به عنوان بربرها اشاره می‌شد.